# La Gazzetta dello Sport

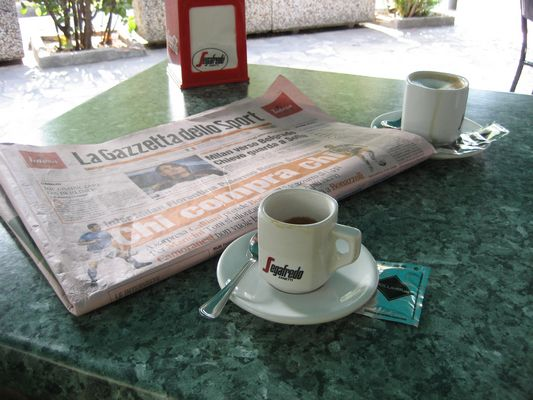
Ett nummer av La Gazzetta dello Sport.

La Gazzetta dello Sport är en italiensk dagstidning som rapporterar om all typ av sport, främst fotboll och cykling men även motorsport, volleyboll, basket, friidrott med flera sporter. Tidningen utgavs första gången 3 april 1896, vilket gjorde att man kunde läsa rapporter om de första olympiska spelen i Aten. 1976 köptes den upp av RCS Media Group. Tidningen rapporterar inte bara om sport utan har också varit direkt inblandad i sportevenemang. Till exempel tog tidningen initiativ till att skapa cykelloppet Giro d'Italia 1909 och var arrangör för loppet till 1989, då RCS Sport grundades av RCS Media Group som ett från tidningen fristående bolag för att hantera idrottsannangemang.
Tidningen, som trycks på karakteristiskt rosa papper sedan 1899, har en upplaga på 300 000 exemplar per dag (mer på måndagar då man kan läsa om helgens händelser). Trots att man rapporterar om flera olika sporter dominerar fotboll kraftigt i tidningen med 24-28 sidor av 40 dagligen. De stora lagen AC Milan och Inter är ofta på omslaget. Detta beror på att tidningen har sin huvudredaktion i Milano, även om redaktioner också finns på flera ställen runt om i Italien och övriga världen.
De flesta tidningar i Italien ges ut lokalt, men La Gazzetta är en av tre tidningar som ges ut nationellt. De andra är La Repubblica och Corriere della Sera.
Tidningens rosa färg har inspirerat bland annat svenska Sportbladet.
La Gazzetta dello Sport har av Internationella Olympiska Kommittén utsetts till världens mest ansedda sporttidning.
La Gazzetta dello Sport är med i samarbetet European Sports Magazines.